# Cyardium truncatum
Cyardium truncatum är en skalbaggsart som beskrevs av Stefan von Breuning och De Jong 1941. Cyardium truncatum ingår i släktet Cyardium och familjen långhorningar. Inga underarter finns listade i Catalogue of Life.